# TeXworks
TeXworks — свободная среда для работы с TeX-документами, включающая редактор, просмотрщик PDF, обладающий простым интерфейсом, созданная под влиянием программы для Mac OS TeXShop с целью снижения входных барьеров в мир TeX для людей, использующих операционные системы, отличные от Mac OS X.
TeXworks требует предустановленного TeX Live, MiKTeX или proTeXt.